# Dynamic International Airways
A Dynamic International Airways LLC é uma empresa aérea estadunidense fundada em 2010. A empresa aérea opera vários Boeing 767-200 usados; e, anteriormente, operava uma frota de aviões McDonnell Douglas MD-88. Anteriormente conhecida como Dynamic Airways, a empresa adicionou International ao seu nome oficial, como um reflexo de sua transição para as viagens de longa distância. A Dynamic Airways tem sua sede em Greensboro, Carolina do Norte, e oferece serviço desde os aeroportos de Nova York, Georgetown, Flórida, Caracas, Hong Kong e Palau.

## Frota atual

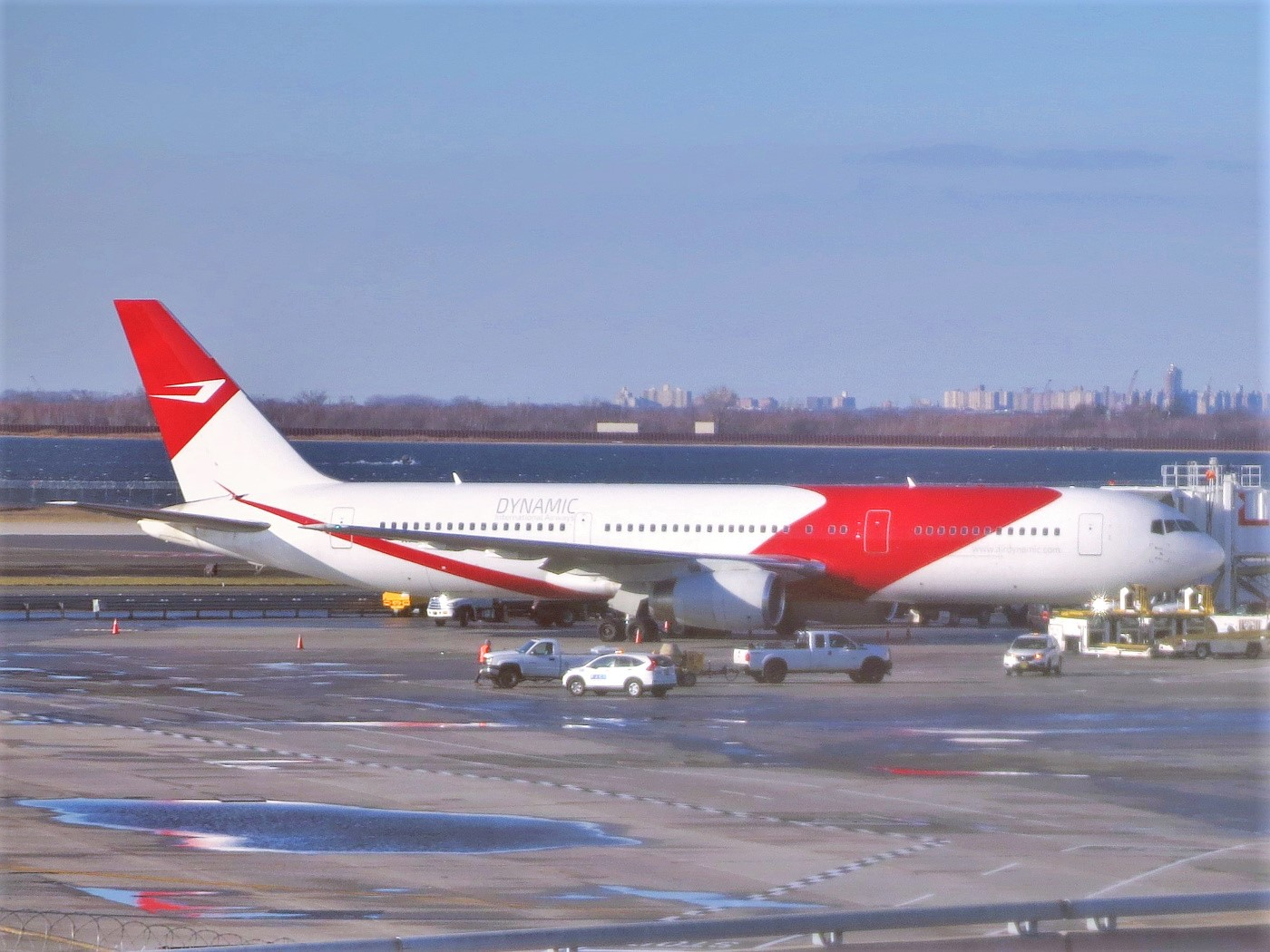
Boeing 767-300 da Dynamic International Airways.

Frota da empresa aérea Dynamic Airways em 20 de outubro de 2015, a frota da Dynamic International Airways inclui as seguintes aeronaves:
| Aeronave       | Em serviço | Encomendadas | Opções | Passageiros | Passageiros | Passageiros | Notas |
| Aeronave       | Em serviço | Encomendadas | Opções | BUSSCLS     | ECNMCLS     | Total       | Notas |
| -------------- | ---------- | ------------ | ------ | ----------- | ----------- | ----------- | ----- |
| Boeing 767-200 | 3          | 0            | 0      | 18          | 220         | 238         |       |
| Boeing 767-300 | 3          | 0            |        |             |             |             |       |
| Total          | 6          | 0            | 0      |             |             |             |       |

## Incidentes
- Voo Dynamic Airways 405: Em 29 de outubro de 2015, um Boeing 767-200ER prefixado N251MY estava taxiando para a pista no Aeroporto Internacional de Fort Lauderdale a caminho para Caracas, na Venezuela, quando o motor esquerdo pegou fogo.[1] O avião foi imediatamente parado e os bombeiros foram até o local. Todos os 101 passageiros e tripulantes foram evacuados da aeronave com segurança. 17 passageiros e cinco tripulantes ficaram feridos. Todas as pistas foram fechadas e as operações no aeroporto foram suspensas.